# Marcello Fogolino
Marcello Fogolino (Vicence, vers 1483/88 - après 1558) est un peintre vénitien de la haute Renaissance.

## Biographie
Après avoir été peut-être élève de Bartolomeo Montagna, Marcello Fogolino déménage à Pordenone vers 1521 où il est influencé dans son art par l'école locale.
Entre 1527 et 1536, on le retrouve à Trente, où il décore à fresque des salles du château de Buonconsiglio.
En 1547, il s'installe à Ascoli Piceno pour peindre la salle du Palais. Les dernières années de sa vie sont mal connues.

## Œuvres
- Madone et saints, musées d'État de Berlin ;
- L'Adoration des mages, Pinacothèque Civique du Palais Chiericati, Vicenza ;
- Trois Saints, Dôme de Pordenone ;
- Histoire de la vie de Jules César, fresques, Castello del Buonconsiglio, Trente ;
- Sainte Anne avec la Vierge et des saints, retable, Duomo, Trente ;
- Histoire de Moïse, fresques, Palazzo vescovile, Ascoli Piceno;
- Le retour de l'enfant prodigue Musée Ingres-Bourdelle Montauban [1].

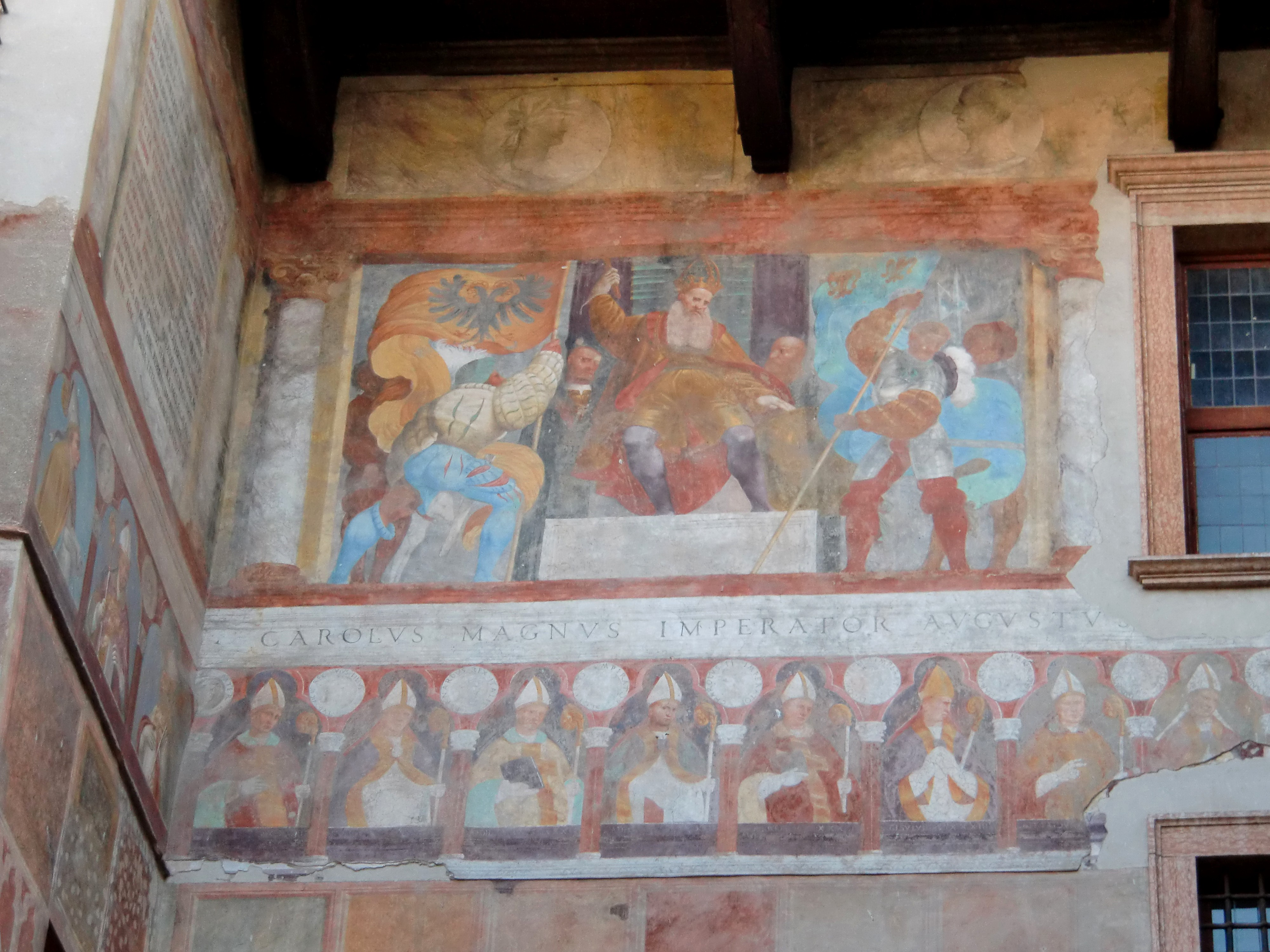
Charlemagne sur son trône, Trente, Château de Buonconsiglio
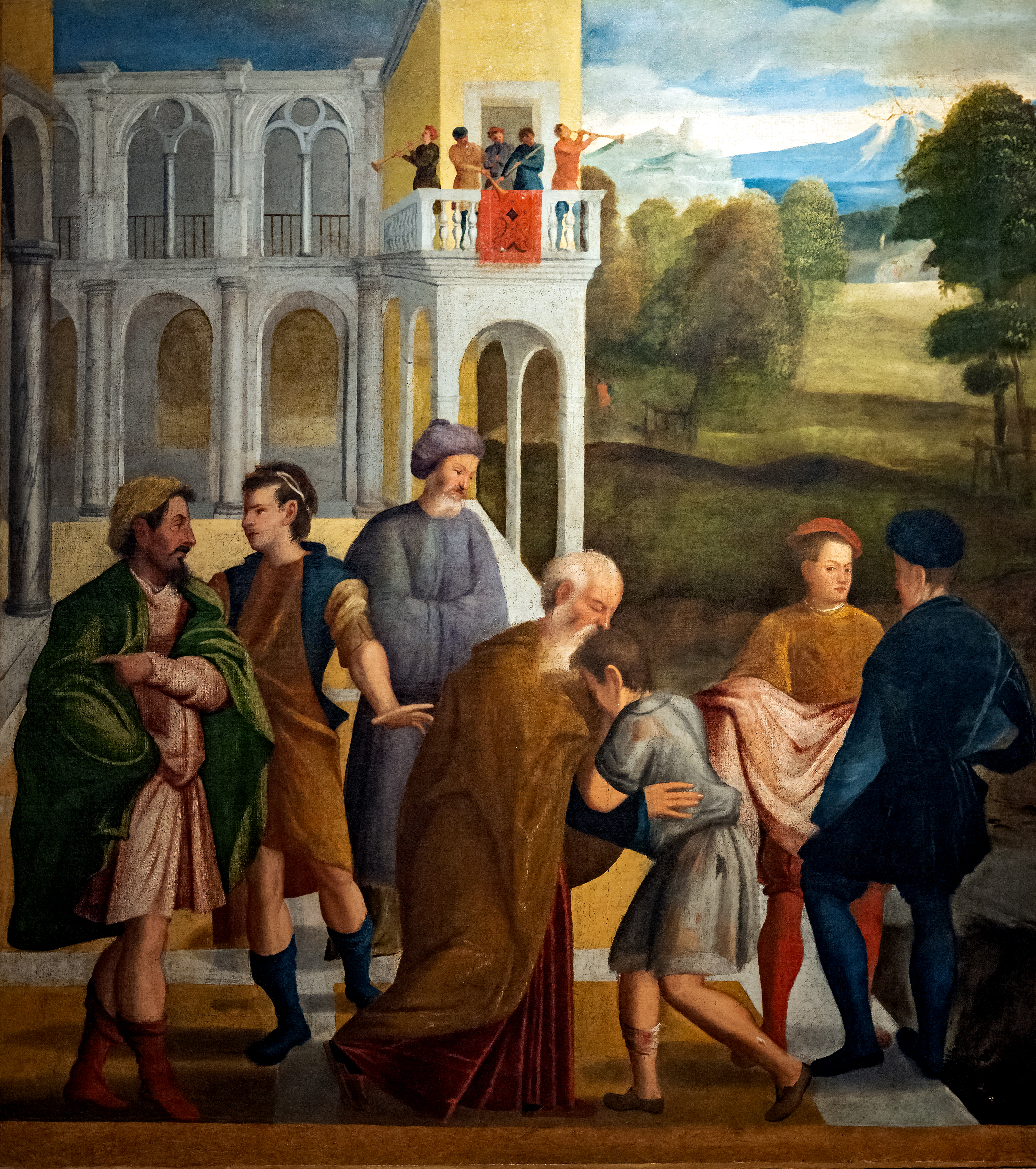
Le retour de l'enfant prodigue Musée Ingres-Bourdelle Montauban

## Source
- (it) Cet article est partiellement ou en totalité issu de l’article de Wikipédia en italien intitulé « Marcello Fogolino » (voir la liste des auteurs).